# ナハロート＝ヴィプリングヴェルデ
ナハロート＝ヴィプリングヴェルデ (ドイツ語: Nachrodt-Wiblingwerde) は、ドイツ連邦共和国ノルトライン＝ヴェストファーレン州アルンスベルク行政管区のメルキッシャー郡に属す町村である。この町はザウアーラントに位置している。多くの土地がレネ山地の高台にあり、レネ川が狭い谷を刻んでいる。19世紀に現在の町域内で金属加工業が定着した。金属加工業の中規模企業は現在もこの町にある。町は、1907年にケラーアムト（これ以降はナハロートと改称）とヴィプリングヴェルデとが合併して成立した。ヴィプリングヴェルデ地区は州認定の保養地である。

## 地理

### 位置
ナハロート＝ヴィプリングヴェルデは、メルキッシャー郡西部、ザウアーラントの北西端に位置する。最寄りの大都市は隣接するハーゲンであるが。この都市はすでにルール地方の辺縁部にあたる。町域はレネ川の狭い谷を特徴とし、多くの土地がレネ山地の高台にある。
この町は、2つの全く異なるアムトに属していた地区からなる。一方のナハロートはアルテナとイーザーローン＝レトマーテとの間の谷に位置し、もう一方のヴィプリングヴェルデはナハロート、ホーエンリムブルク、リューデンシャイトに囲まれたレネ山地の高台に位置している。この地区は「メルキッシャー郡で最も高い場所にある教会町」を自称している。ナハロート＝ヴィプリングヴェルデは面積 29 km2 で、メルキッシャー郡で最も小さな市町村である。
町域の最低地点はナハロートの北のレネタールで海抜 128 m である。最高地点はヴィプリングヴェルデ南端のローハーゲンで海抜 495 m である。

### 地質学
ナハロート＝ヴィプリングヴェルデは、ライン・シーファー山地の北端に位置している。長く伸びた尾根と深く狭く刻み込まれた谷が森の豊かな中低山地地形を形成している。

### 町域の広がり
この町の町域は、南北約 8 km、東西約 6 km である。2015年12月31日現在、全面積 2,903 ha のうち、362 ha が住宅・交通用地、1,624 ha が森林（全面積の 56.0 % を占める）、882 ha が農業用地、35 ha が水域およびその他の土地である。

### 隣接する市町村
ナハロート＝ヴィプリングヴェルデに隣接する市町村は、北と北東はイーザーローン、東はアルテナ、南西はシャルクスミューレ（いずれもメルキッシャー郡）、西は郡独立市のハーゲンである。

### 自治体の構成
この町は、ナハロート、オプストフェルト＝ランゲンシュテュック、オプストフェルダー・シュタル＝シュマルスゴッテ、アインザール、ヘルベッケ＝オッパーフーゼン、ヴィプリングヴェルデ、ヴェゼルデの各地区からなる。
ナハロートの他にレネタールに位置するのが、オプストフェルト、アインザール、オッパーフーゼンである。山地に位置するのが、ヴィプリングヴェルデ、ヴェゼルデ、ブレンシャイトである。この他に谷間や山上に多くの農場が存在している。

### 気候
ナハロート＝ヴィプリングヴェルデは、温帯に位置し、海洋の影響を受けた高地性の気候である。冬は比較的穏やかで降水量が多く、夏は湿潤で涼しい。年間降水量は、約 900 から 1,000 mm である。寒冷期には高気圧により谷間で逆転層や放射霧が発生する。

## 歴史
出土品からヴィプリングヴェルデにおける定住は9世紀になされていたことが証明されている。おそらくカール大帝の時代に、ここに礼拝堂と領主館が設けられた。カロリング朝時代、領主館はこれを維持のために定期的に王宮に支払いを行う必要があった。
13世紀に、古い礼拝堂の後継としてヨハネス教会がヴィプリングヴェルデに建設された。この村は1316年にケルンの徴税台帳 liber valoris ecclesiarum Coloniensis deioeccesis に登場する。この村はリューデンシャイト首席司祭区に属していた。
マルク伯エンゲルベルト2世は、この地域の帝国領を失った。1317年5月22日にローマ王ルートヴィヒ4世はクレーヴェ伯ディートリヒ curtem dictam Web(elg)engwerde を含むレーエンを与えた。
レネタールに位置する地区の最初の記録は、1423年の「ホーフ・アインザール」である。1510年には「ホーフ・オプストフェルト」も記録されている。
ナハロート家は1600年頃にまで遡る。17世紀の最大の荘園は「ケラーアムトグート・オッパーフーゼン」（1662年から証明されている）と、オッパーフーゼンとアインザールとの間にある「ヘルベッケ」で、その存在は1666年から確実に証明されている。旧ヘルベッケ館の前身は、1535年に存在していた。この農場は周辺の農場と同様にアルテナ城に食料を提供していた。
1663年、1690年、1703年にヴィプリングヴェルデは大火に襲われた。1709年12月29日には村のほぼ全域が焼失した。牧師館、ヴィプリングヴェルデの教会の屋根や塔の先端も炎の犠牲となった。これのため、この時代以前の文献記録はわずかしか遺されていない。
19世紀初めに現在の町域内に金属加工業が定着し始めた。エドァルト・シュミット精錬・圧延工場が設立された。この工場はその後ヴェストフェリシェ・ウニオーン AG に属した。1900年にナハロートの駅が開業した。
王の命令によりアムト・アルテナは1907年4月1日に廃止され、アムトに属していた町ケラーアムトとヴィプリングヴェルデからアムトに属さない町ナハロート＝ヴィプリングヴェルデが創設された。
第二次世界大戦でこの町は、1945年4月1日に連合国によって封じ込められたルール・ポケットの一部となった。4月15日にアルテナのドイツ国防軍装甲教導師団が連合国に降伏し、この地域は同日に戦闘することなくアメリカ軍に占領された。
他の多くの市町村と対照的に、1959年から1975年までの間に実施された自治体再編でナハロート＝ヴィプリングヴェルデは町域の変更がなかった。1984年8月にアルンスベルクの行政管区長官はヴィプリングヴェルデを公認の保養地とした。その中心は整備された農場である。

### 町村合併
1907年4月1日、かつてアルテナ郡の独立した自治体であったケラーアムトとヴィプリングヴェルデが廃止され、新たにアムトに属さない自治体ナハロート＝ヴィプリングヴェルデとして合併した。ケラーアムトはナハロート家にちなんだ新しい名称に改名した。この町は、1908年3月23日に 0.74 km2 をアルテナ市に、1936年4月1日に 4.22 km2 をアルテナ市に、0.96 km2 をノイエンラーデ市に、3.71 km2 をヴェルドール市に、1937年4月1日に 8 ha をアルテナ市に、さらに1960年4月1日に 60 ha をアルテナ市に、それぞれ割譲した。
1969年1月1日にアルテナ郡と郡独立市リューデンシャイトの再編に関する法律が発効した。この法律では、§ 3 でナハロート＝ヴィプリングヴェルデの農場のいくつかをアルテナ市に編入することが定められている。同時に、アルテナ郡は廃止され、その後リューデンシャイト郡となる郡が創設された。リューデンシャイト郡は1975年1月1日のザウアーラント/パーダーボルン法によって廃止された。リューデンシャイト郡はイーザーローン郡と合併して現在のメルキッシャー郡が成立した。

## 住民

### 人口推移
| 年または日付   | 人口（人） |
| -------------- | ---------- |
| 1939年05月17日 | 4,176      |
| 1950年09月13日 | 5,699      |
| 1961年06月06日 | 6,198      |
| 1970年05月27日 | 6,483      |
| 1987年12月31日 | 6,459      |
| 1992年12月31日 | 6,740      |
| 1997年12月31日 | 6,979      |
| 2002年12月31日 | 6,925      |
| 2007年12月31日 | 6,960      |
| 2012年12月31日 | 6,608      |
| 2017年12月31日 | 6,575      |

2016年12月31日現在の地区別人口は以下の通り
| 地区名                                         | 人口（人） |
| ---------------------------------------------- | ---------- |
| ナハロート                                     | 776        |
| オプストフェルト＝ランゲンシュテュック         | 1,508      |
| オプストフェルダー・シュタル＝シュマルスゴッテ | 983        |
| アインザール                                   | 1,005      |
| ヘルベッケ＝オッパーフーゼン                   | 479        |
| ヴェゼルデ                                     | 333        |
| ヴィプリングヴェルデ                           | 1,580      |

### 宗教
2011年の住民調査によれば、この町の住民の 45.5 % が多数派の福音主義信者で、20.9 % がローマ＝カトリック信者、35.5 % がその他の宗教の信者または無宗教であった。プロテスタントとカトリックの信者比率はその後低下した。2016年12月31日の統計では、ナハロート＝ヴィプリングヴェルデの人口は 6,665人で、カトリック信者が 1,365人 (20.5 %)、プロテスタント信者が 2,698人 (40.4 %)、39.1 % がその他の宗教または無宗教であった。
ヴィプリングヴェルデには福音主義改革派教会がある。この教会が所属しているのは、ホーエンリムブルク福音主義改革派教会と教区上結びついている。もう一つの福音主義教会はナハロート＝オプストフェルトにある。この教会は、ヴェストファーレン福音主義教会のイーザーローン教会クライスに属している。
ナハロート＝ヴィプリングヴェルデのカトリック信者は、エッセン司教区のアルテナの聖マテウス教区に属している。この町には聖ヨーゼフ支教会がある。

## 行政

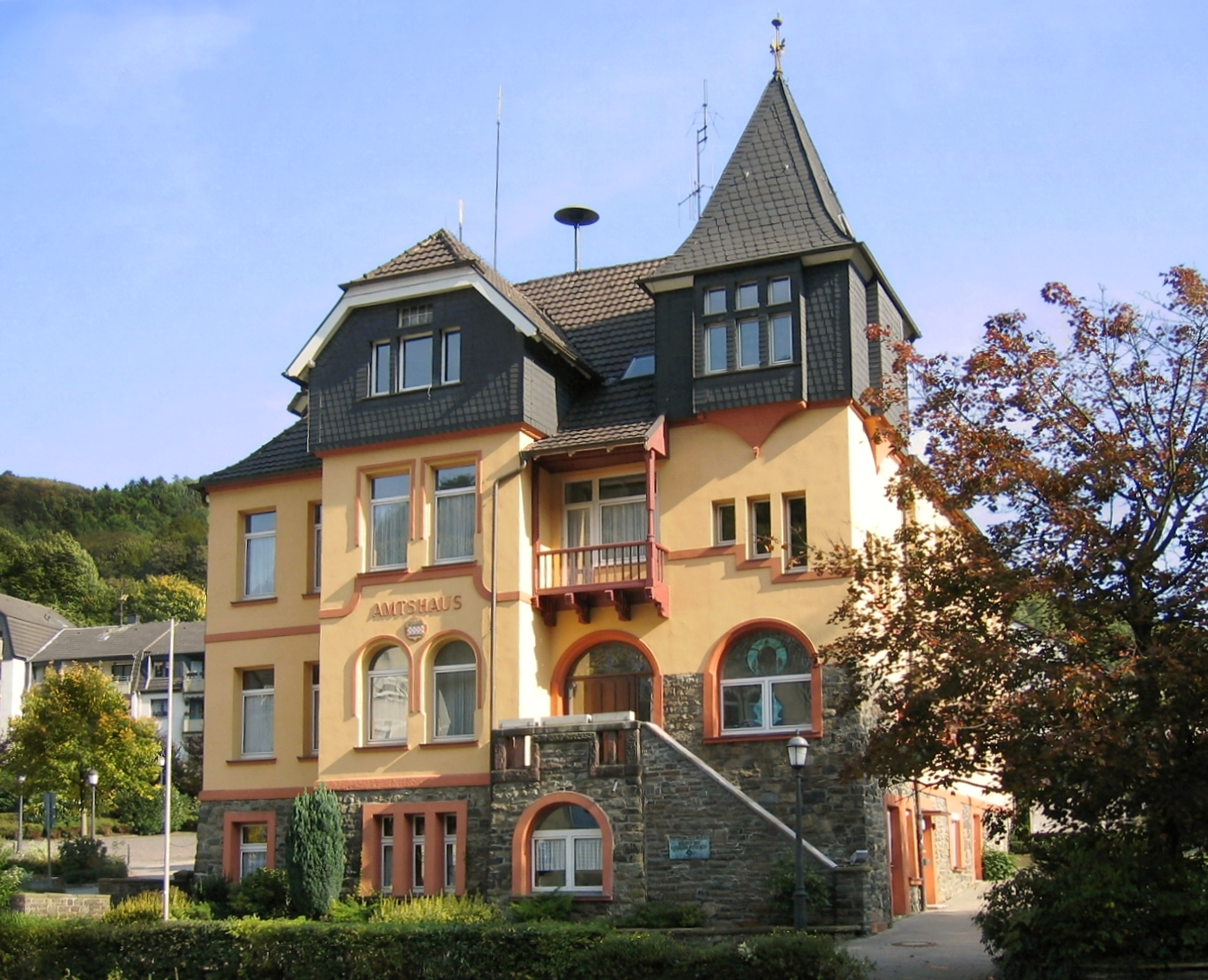
旧アムトハウス

### 町議会
ナハロート＝ヴィプリングヴェルデの町議会は、22議席からなる。

### 首長
- 1999年 - 2004年: ヘルベルト・フェロー (Freie Wähler)
- 2004年 - 2007年: フリートヘルム・シュレーダー (CDU)
- 2007年 - 2012年1月31日: ベアトリクス・ナウヨークス (SPD)
- 2012年5月 - : ビルギット・トゥパート（無所属）[19]

2018年4月15日に行われた町長選挙では、現職のビルギット・トゥパートが唯一の候補者となった。彼女は 77.25 % の支持票を獲得して再選された。この選挙の投票率は 28.75 % であった。

### 紋章
図柄: この町の紋章は黄色地（金地）で、中央を三層の赤と銀の市松模様の帯が貫いている。その下部を青い波帯が貫いている。上部には赤いバラが描かれている。
解説: 市松模様の帯はかつてマルク伯領に属していたことを示している。青い波帯はレネ川を表現している。赤いバラは、キルヒシュピール・ヴィプリングヴェルデの教会印から採られた。この紋章はオットー・フップによってデザインされ、1935年10月17日にヴェストファーレン州長官によって認可された。

## 文化と見所

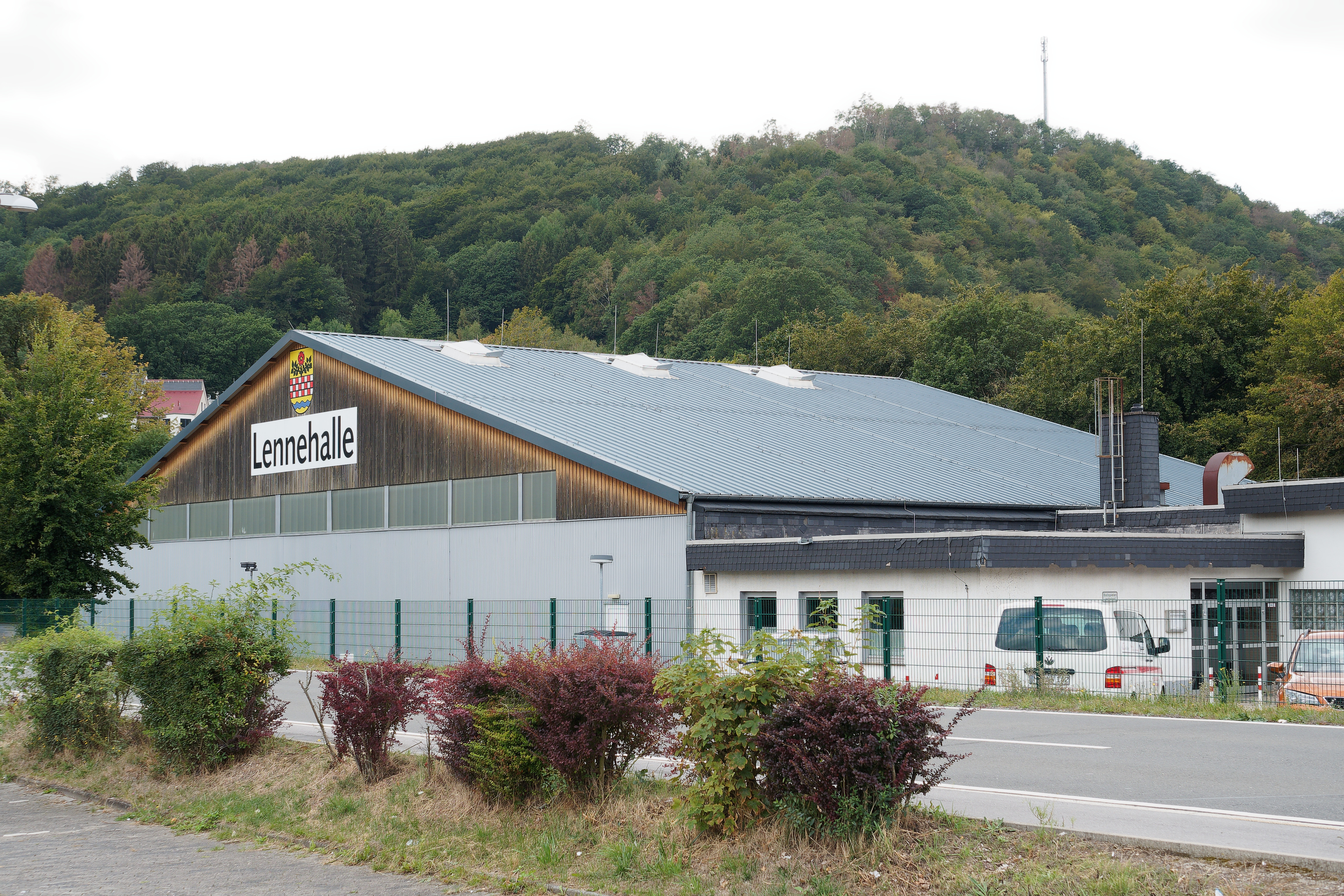
文化イベントが開催されるイベントホール「レネハレ」

### 演劇・文化協会
地元のアマチュア演劇グループが1975年に設立された「ブレットケン・アム・ドレーゲン・ピュット」である。2017年までは、毎年夏にレストラン「ツーア・ラスタット」で一晩がかりのコメディを、冬にはナハロートの「レネハレ」で大規模な舞台装置を使ったメルヘン劇を上演していた。
ナハロート＝ヴィプリングヴェルデの文化イベントは、文化協会「カルチャーショック e.V.」の設立によって充実した。この教会は、キャバレー/コメディ、朗読会、コンサート、展覧会などによってこの町に大きな活気をもたらした。

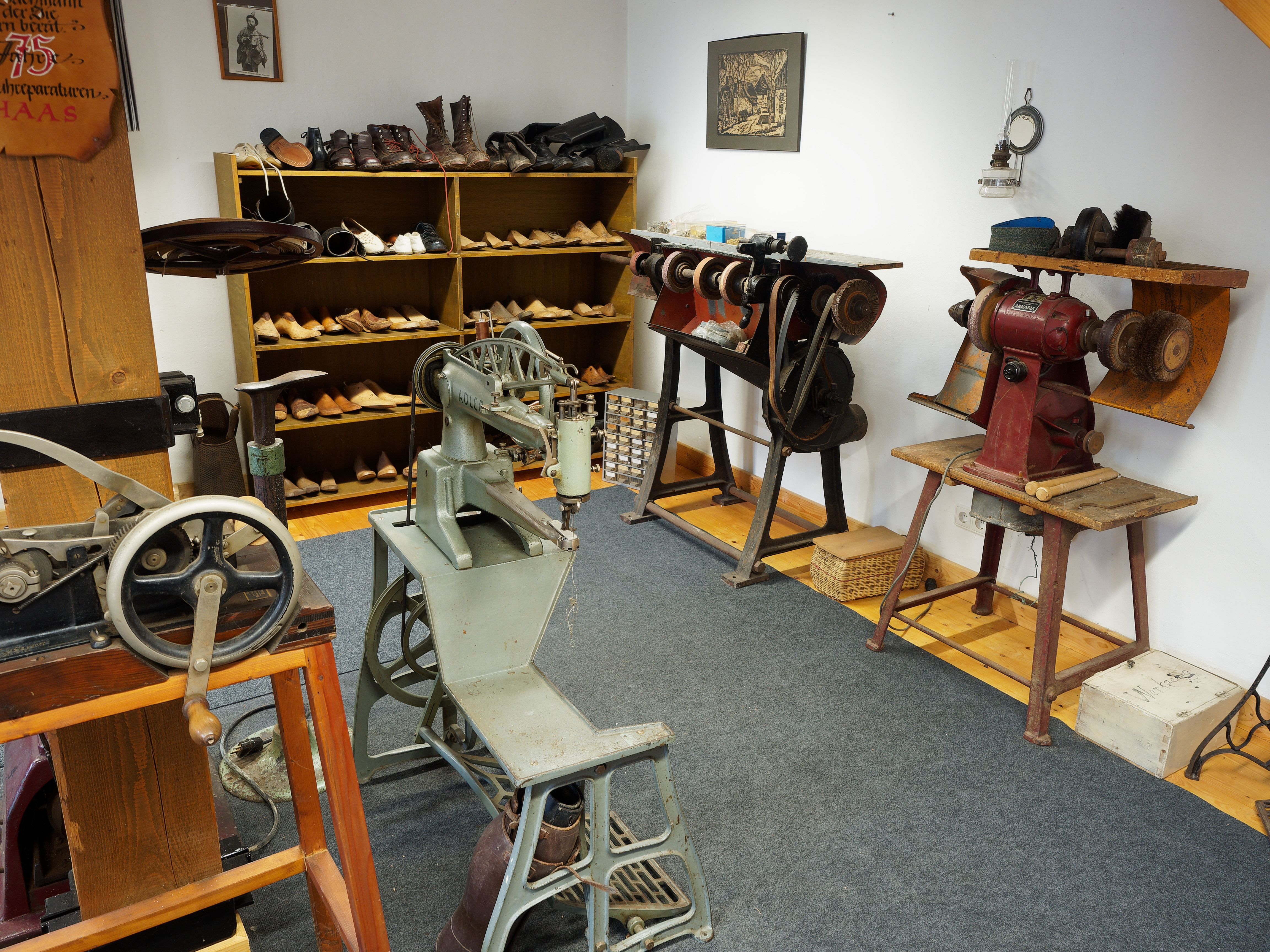
ヴィプリングヴェルデの博物館の靴工房展示

### 博物館
1977年に、郷土文化や習俗を保護に尽力する郷土・交通協会が発足した。ヴィプリングヴェルデの、基礎課程学校に近い旧消防署に1990年に「ハイマートシュトゥーベ」と呼ばれる地元の博物館が設立された。展示されているのは主に、19世紀の農家で用いられていた家具、器具、習俗の道具である。1995年にこの博物館に大きな農具を容れるための納屋が追加され、拡張された。1938年からすぐ隣に建っている16世紀の穀物庫も郷土協会によって博物館として利用されている。見所は、1950年代の教室と、靴屋の工房である。

### 音楽
ヴィプリングヴェルデ男声合唱クラブ 1895 と、同じく1895年に設立された MGV アイントラハト・ヴェゼルデがこの町の最も古い合唱クラブである。MGV アイントラハト・ヴェゼルデは、1977年から混声合唱クラブとなっている。男声合唱クラブ・フロージン・ナハロート 1904 は、ドイツ合唱連盟に参加している、民謡を中心に演奏している合唱団である。
国際的に有名なフォークロック＝バンド「エラーネ」はナハロート＝ヴィプリングヴェルデで結成された。

### 建築

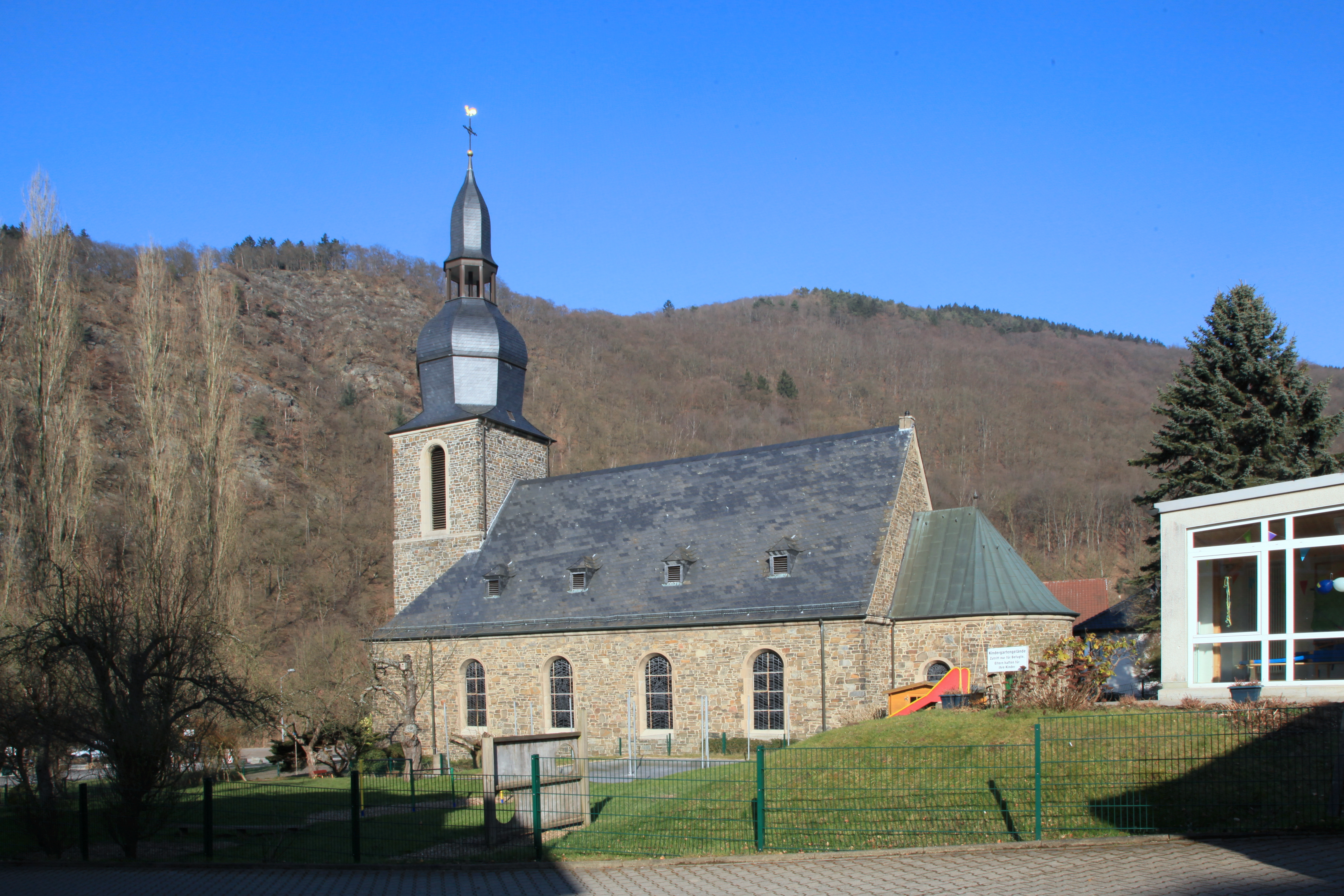
ナハロートのカトリック聖ヨーゼフ教会

ナハロート地区に、カトリックの聖ヨーゼフ教会と福音主義教会がある。旧福音主義改革派教会の聖ヨハネ教会はヴィプリングヴェルデ地区にある。
ヴィプリングヴェルデとザッセンシャイトとの間に、霊泉信仰の場ヨハニスボルンがある。ここはこの町の最も古い文化財で、洗礼者聖ヨハネを祀っている。何世紀も前にはここで洗礼が行われ、洗礼の水はヴィプリングヴェルデのヨハネス教会にも運ばれていた。1954年にこの泉は荒石で囲まれ、中世初期の洗礼の場であったことを示す石製のレリーフがフリッツ・コルテによって設置された。
特筆すべきは、ブレンシャイトの水車である。元々領主が所有する水車であったこの建物は1593年に建設された。この水車は1765年にプロイセン政府によって貸し出され、1839年に売却された。1893年に水力は蒸気機関に置き換えられた。この水車は1952年まで稼働していたが、現在は修復され稼働可能な状態にある。近くには1845年に建設された搾油水車がある。これも現在稼働可能な状態に保存されている。

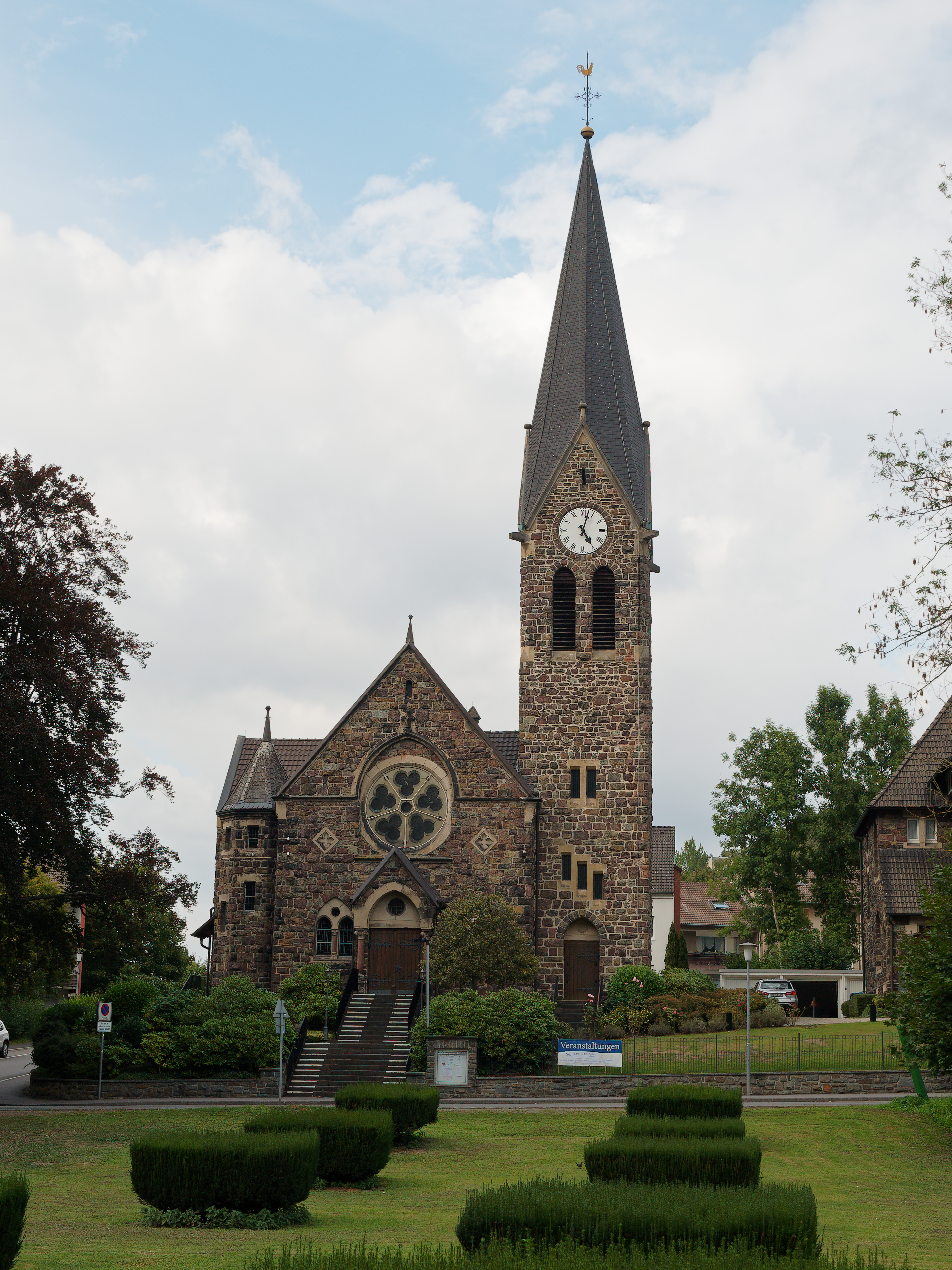
ナハロートの福音主義教会
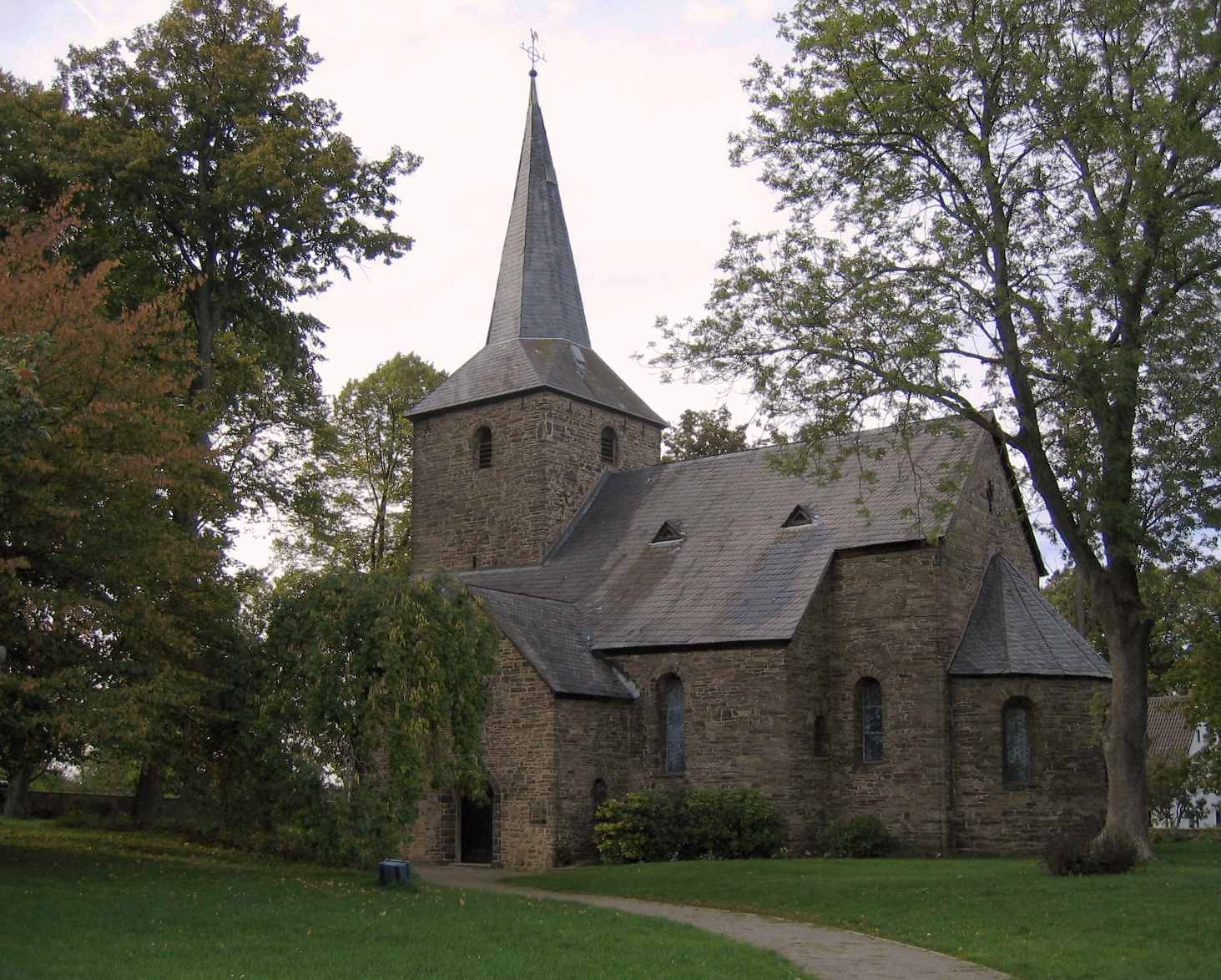
ヴィプリングヴェルデの福音主義教会
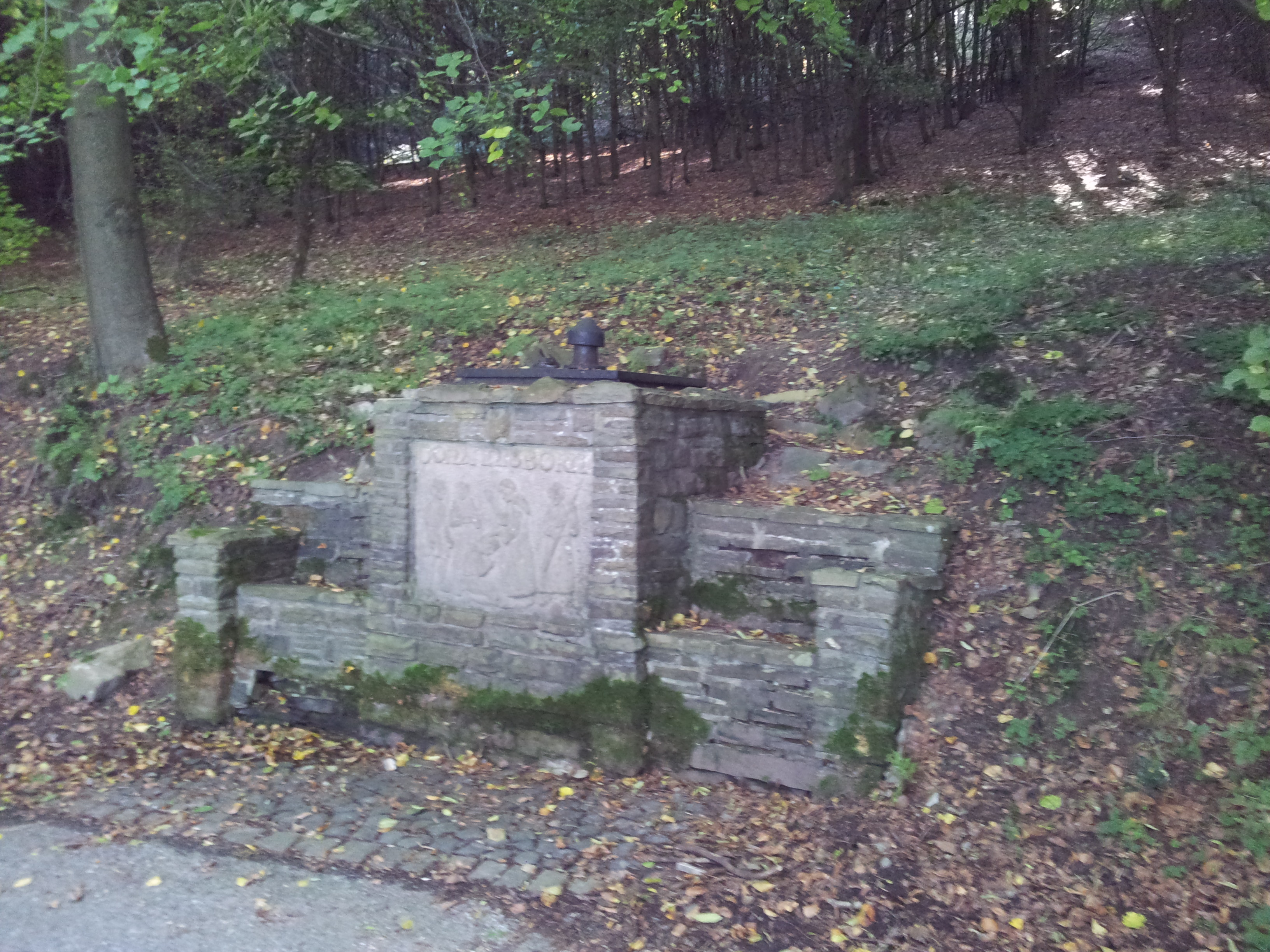
霊泉ヨハニスボルン
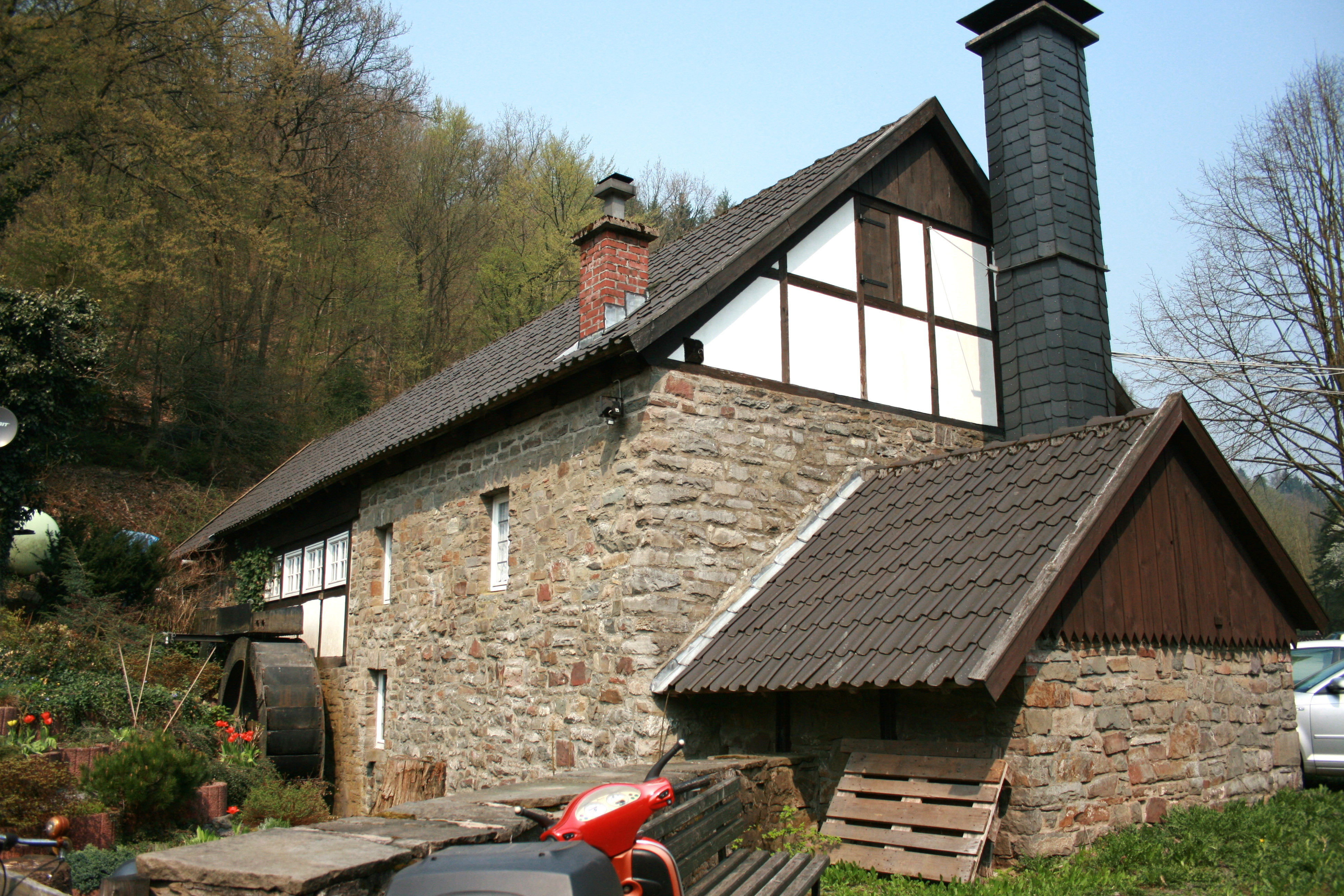
ブレンシャイトの水車
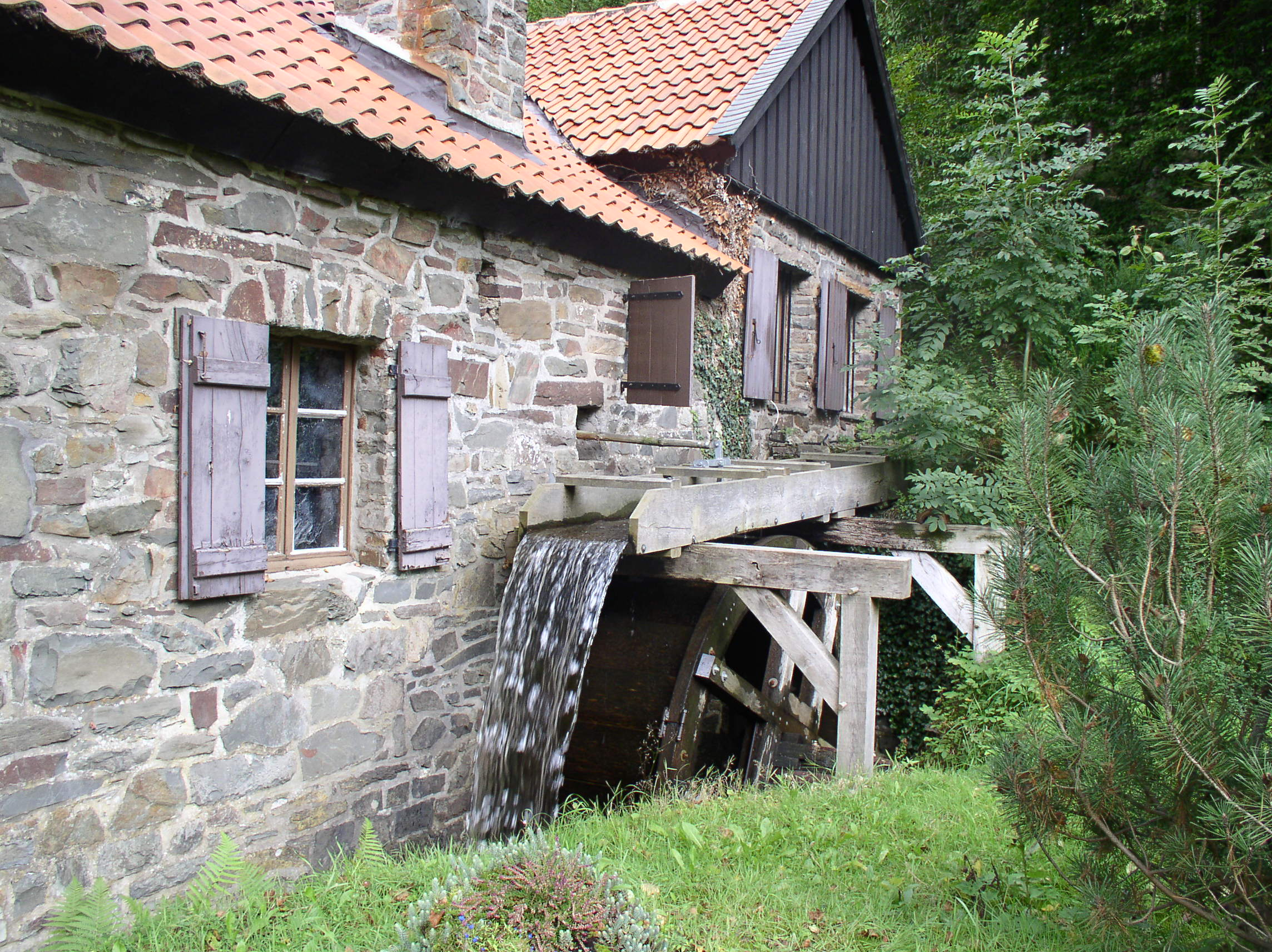
ブレンシャイトの搾油水車

### 自然と自然保護区
塩基に乏しい風化した岩石の地盤であることから、町域の大部分は、種類の多寡はあるが、スズメノヤリ＝ヨーロッパブナの森の植生を示している。住宅地、農耕地、森林が大きな部分を占めているが、たとえばレネタール（レネ川の谷）の斜面などには印象的な林分（周囲と林相が異なる林）が存在する。小さな横谷には、局地的な天候や土壌の湿気の違いにより、オーク＝クマシデの森や川沿いのヨーロッパハンノキの細い森が分布している。
20世紀初めまでヴィプリングヴェルダー高地に数ヘクタールあった大きなハイデは、完全に姿を消した。現在はローハーゲンのビャクシンの林だけが歴史的な耕作景観を示している。ここは早くも1930年代に、当時の地理担当官庁によってアルテナ＝リューデンシャイト保護区として保護対象化に置かれた。現在ここは、セイヨウヒイラギの比率が高い印象的なオークの森に囲まれており、森の学習路が整備された重要な保養地となっている。この森の学習路の地域では、2010年には30回以上のツアーが催行された。ヴィプリングヴェルデ地区は保養地法の改定後、2011年に審査を経て「州認定保養地」の称号を許された。また、森の学習路や多くの標識が設けられ整備の行き届いた遊歩道によって新たな賞賛を得た。
レネタールやヴィプリングヴェルデ周辺の高地の緑地は、ところどころにオオカニツリが見られるが、高い窒素含量に妨げられ種が乏しい箇所がしばしば見られる。また、降水量が多いことから、たとえばミュンスターラントと比べて生育は活発である。
ブレンシャイダー・ミューレの上流やレネタールのローラント付近のような小川沿いではところどころにセイタカセイヨウサクラソウが生育している。フィンキングゼン付近の種が豊かなスズメノヤリ＝ヨーロッパブナの森は、プルモナリア・オフィキナリス、アルム・マクラトゥム、ヤブイチゲ、キクザキリュウキンカ（またはヒメリュウキンカ）といった植物の生育地となっているが、北部の石灰質を多く含んだクルマバソウ＝ブナの森では、こうした豊富な種類の植物を見ることはできない。
氷期の名残として、フィンキングゼン近郊のティーフェンバッハでは、狭温性の紅藻が生育している。
動物界では、全国的に重要な両生類の生育地が有名である。FFH-地区として、サンバガエル (Alytes obstetricans) の生息地が町内数多くある。アルプスイモリやヒラユビイモリといった有尾類は農耕地の様々なタイプの水域に種数ながら棲息している。暖かい気候を好むスベイモリも北方から侵入し棲息しているが希であり、ヴィプリングヴェルダー高地やレネタールの限られた場所で観察されているだけである。以前は「エルトモルヒ」とも呼ばれていたファイアサラマンダは町のほぼ全域に棲息しているが、目にすることは少ない。
変化に富んだ多様な耕作地の構造を持つことから、ナハロート＝ヴィプリングヴェルデには、開けた場所でも森でも営巣する鳥類が見られる。クリスマスツリーの栽培地には、ホオジロやムシクイが棲んでいる。4種類のキツツキは、主にレネタールの斜面に位置する高木林に棲んでいる。ヤマシギやナベコウは、運が良ければ、エーフェンシャイト、ザッセンシャイト、ハレンシャイトの間からノルトヘレまでのヴィプリングヴェルダー高地東部の小川付近で観察できる。
レネタールではこの他に、カワセミ、キセキレイ、カワガラスが営巣している。レネ川は、2009年10月現在、アインゼル地区付近でわずかに有機的付加がかかっているだけである。特にヨコエビやアオハダトンボが見られる。
町域は、一部がザウアーラント＝ロタール山地自然公園に属している。住宅地となっている集落地域や建設計画の適用地域以外の場所は、たとえば自然保護区 (NSG) などのより高度の保護地域に指定されていない限り、景観保護区に指定されている。町内には5つの NSG が存在する。ローアゲン自然保護区 (2.17 ha)、ティーフェンバッハ自然保護区 (8.16 ha)、クリップケス自然保護区 (45.77 ha)、クリーフ自然保護区 (27 ha)、プラークパウル自然保護区 (70.17 ha) である。プラークパウル自然保護区は一部がアルテナの市域にかかっている。

### 遊歩道
町内には、遊歩道が多く存在する。5 km から 20 km の 32 の遊歩道が、ナハロート＝ヴィプリングヴェルデ郷土・交通協会によって管理されている。この他の 14 の遊歩道は民間のホテル業者によって整備されたものである。さらに、隣接する市町村からナハロート＝ヴィプリングヴェルデに来る、あるいはかすめて通る、ザウアーラント山岳協会の遊歩道が数多くある。ザウアーラント山岳協会の主要な遊歩道であるプラックヴェークがヴィプリングヴェルデ地区を通っている。

### スポーツ

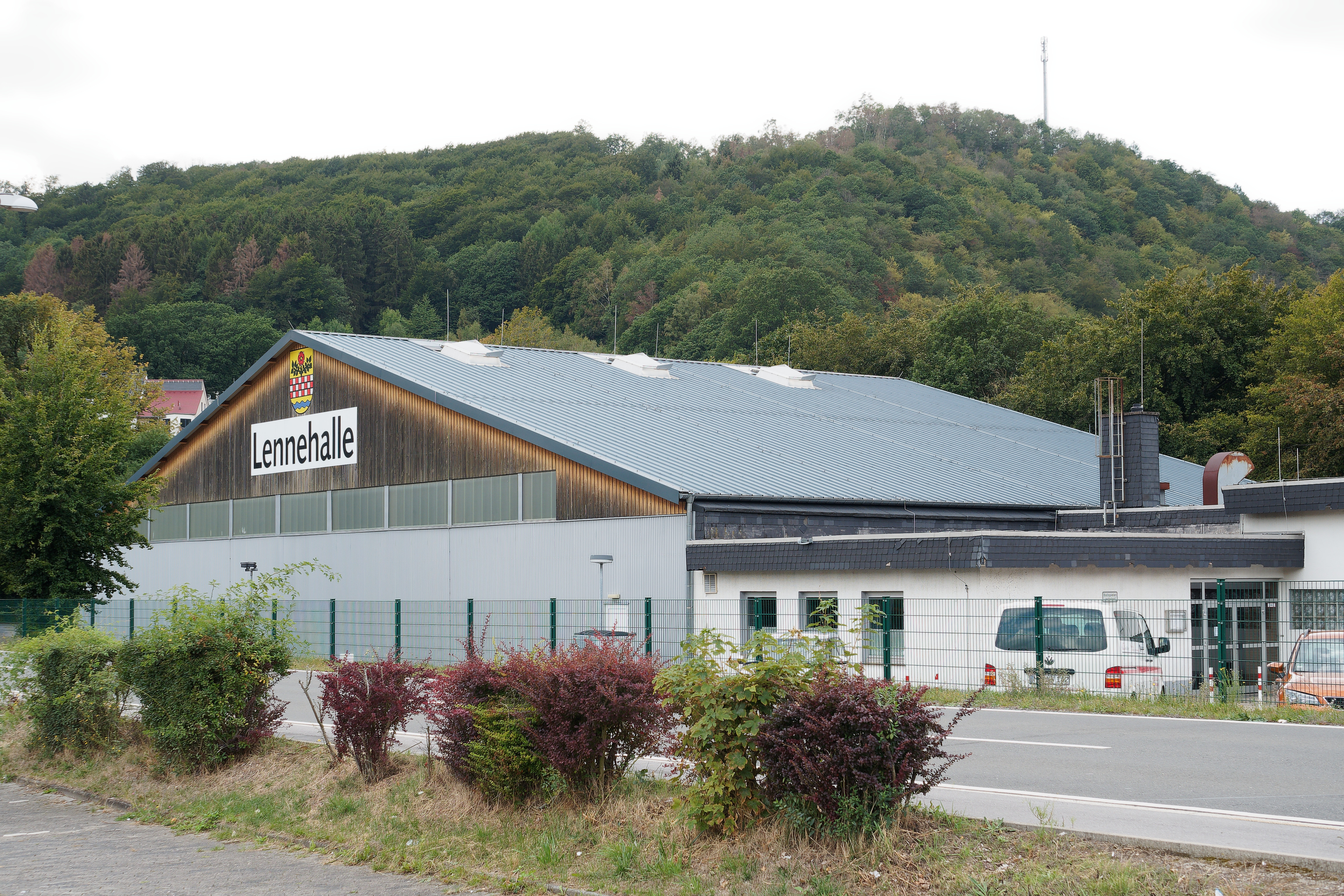
レネハレ

町内には、スポーツ広場がナハロート地区とヴィプリングヴェルデ地区に1面ずつ、体育館が2館、多目的ホール「レネハレ」がある。ナハロート地区にはガルテンハレンバート（直訳: 庭園屋内プール）・ホーレンジーペンがある。この屋内プールを永続的に維持するために、2007年末に振興協会が発足した。
ナハロート＝ヴィプリングヴェルデでは以下のスポーツクラブが活動している: アインザール圧延企業スポーツクラブ、ドイツ人命救助協会ナハロート＝ヴィプリングヴェルデ支部グループ、スポーツクラブ・ナハロート 1919、テニスクラブ・ブラウ＝ゴルト・アインザール、体操・競技クラブナハロート＝オプストフェルト 1891、体操クラブ・ヴィプリングヴェルデ・フォン 1912。

### 年中行事
小さな市場が立つミューレンバックタークは、1984年からこの町の年中行事に組み込まれている。このイベントは夏にブレンシャイダー・コルンミューレ前で開催される。この水車では、5月から10月までの第1土曜日ごとに Backvorführungen が開催される。また、毎年5月1日にヴィプリングヴェルデのドルフプラッツ（直訳: 村の広場）で、色とりどりのリボンで飾られた樺の木がメイポールとして立てられる。このイベントは、ハイマートシュトゥーベでの午後のコーヒー会で終了する。ヴィプリングヴェルデ地区の郷土協会は1990年から毎年10月の第1日曜日に、最初に収穫された新鮮な畑の作物、料理、飲み物、農産物の屋台がでる収穫祭を開催している。第1アドヴェント前の夜には、ヴィプリングヴェルデの福音主義改革派教会で、幼稚園児、基礎課程学校の児童、町のヴェゼルデ合唱団、ヴィプリングヴェルデ合唱団の団員が共同で、クリスマスの飾り付けを行い、「アンジンゲン・ツーム 1. アドヴェント」と呼ばれる演奏を行う。

## 経済と社会資本
経済構造は、町域の一部が強い経済力を持つことが特徴である。ナハロート周辺のレネタールでは、主に金属加工分野の中小企業が製造を行っている。このに対してヴィプリングヴェルデでは作業は比較的少ない。いくつかの集落では、現在も農業が重要な役割を担っている。2017年6月30日現在、この町に社会保険支払い義務のある就労者が1,049人が働いている。このうち 581人 (55.4 %) が製造業、199人 (19.0 %) が商業・接客業・交通運輸業、253人 (24.1 %) がその他のサービス業に従事している。農林水産業従事者は 16人 (1.5 %) である。

### 交通

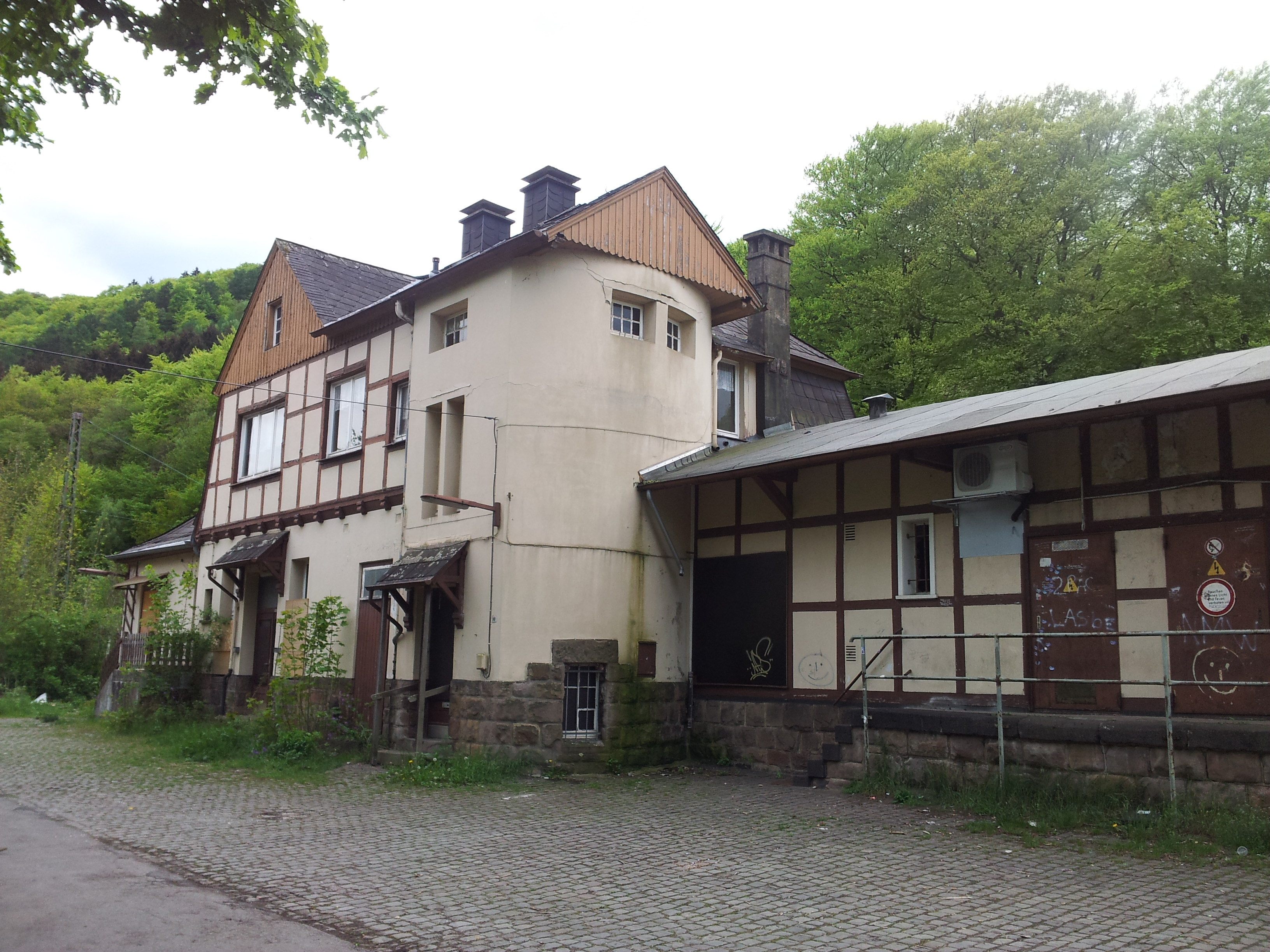
旧ナハロート駅

連邦道 B236号線が、長さ 6.3 km にわたってこの町のレネタールを採っている。最寄りのアウトバーンのインターチェンジは A46号線のイーザーローン＝エストリヒ・インターチェンジである（約 5 km）。州道 L692号線は、ナハロートからヴィプリングヴェルデを経由してリューデンシャイト方面へ、9.5 km 以上にわたってこの町を通っている。
公共旅客交通は、主にメルキッシェ交通協会 (MVG) およびナハロート＝ヴィプリングヴェルデ住民バスによって運行されているが、ハーゲン・ホーエンリムブルク駅行きの 539番のバスも運行している。この路線は唯一 VRR の乗車券が使える路線である。他の路線は VRL運賃が適用される。ルール＝ジーク鉄道がナハロート＝ヴィプリングヴェルデの町域を通っているが、何十年も前から町内に旅客駅は存在しない。最寄りの駅はレトマーテおよびアルテナにある。アインザール集落にあったかつての駅を営業再開させようという議論が行われている。

### メディア
町内では、日刊紙「アルテナアー・クライスブラット」が刊行されている。メルキッシャー・ツァイトゥングスフェアラーク・リューデンシャイトは、この町のローカルニュースを come-on.de プラットフォームに掲載している。ラジオ MK は、電波経由 90.8 MHz、ケーブル経由 92.15 MHz で放送している。

### 公共施設
ヴィプリングヴェルデの青年の家「アウフ・デム・アホルン」は、福音主義自由教会組織の保養・集会所で、ここでは特に毎年聖体の祝日に伝統的なヴェストファーレン教会連合の会議が開催されている。
「ハウス・アム・ローアゲン」は、VCP（キリスト教ガールスカウト・ボーイスカウト連盟） が運営する保養施設である。この施設は、ヴィプリングヴェルデ近郊の森の斜面の閑静な場所にある。
この町の救急医療は、メルキッシャー郡の救命サービス計画に基づき、近隣の周辺のホーエンリムブルク＝エルザイの病院が担っている。レトマーテのマリエン＝ホスピタルは2019年11月1日に閉院した。

### 教育
この町には3校の普通科学校がある。ナハロートとヴィプリングヴェルデにはそれぞれ基礎課程学校が1校ある。生徒数は両校合わせて 291人である。さらにナハロートに生徒数146名の本課程学校がある（生徒数は2007年10月15日現在）。
成人教育については、この町は「レネタール市民大学」連盟に加盟している。公立図書館も存在する。

## 人物

### ゆかりの人物
- アントン・ヴィルヘルム・フォン・ツッカルマグリオ（ドイツ語版、英語版）（1803年 - 1869年）作家、民謡研究家。ナハロートで亡くなった。

## 関連図書
- Karl Burkardt (1930). Geschichte der Gemeinde Wiblingwerde. Gemeinwohl – Ev. Pfarramt
- Wilhelm Hainmüller (1957). Nachrodt-Wiblingwerde. Gemeinde Nachrodt-Wiblingwerde
- Heimatbund Märkischer Kreis, ed (1984). Nachrodt-Wiblingwerde (Märkischer Kreis) Beiträge zur Heimat- und Landeskunde. Altena

### 訳注
1. ↑  この人物は、かつてはディートリヒ9世と呼ばれ、時にディートリヒ8世とも呼ばれていたが、最新の研究ではディートリヒ7世と呼ぶ。